# Olof Petrus Hjorter
Olof Petrus Hjorter (tudi Hiorter), švedski astronom, * 1696, Rödön, Jämtland, Švedska, † 25. april 1750, Uppsala, Švedska.

## Življenje in delo
Hjorter je študiral na Nizozemskem. Leta 1732 je na Univerzi v Uppsali nasledil Andersa Celsiusa, ki je bil na obisku v velikih evropskih observatorijih. Od leta 1737 je Hjorter skupaj s Celsiusom raziskoval pojav polarnega sija in druge astronomske pojave: Sončeve mrke, Veliki komet iz leta 1744, merjenje zemljepisne širine. Njegov učenec je bil Pehr Wilhelm Wargentin.

## Priznanja
Leta 1745 so ga izbrali za člana Kraljeve švedske akademije znanosti, leta 1745 pa je postal observator regius – kraljevi astronom.

### Poimenovanja
Po njem se imenuje asteroid glavnega pasu 8868 Hjorter.